# Hệ vi sinh đường ruột

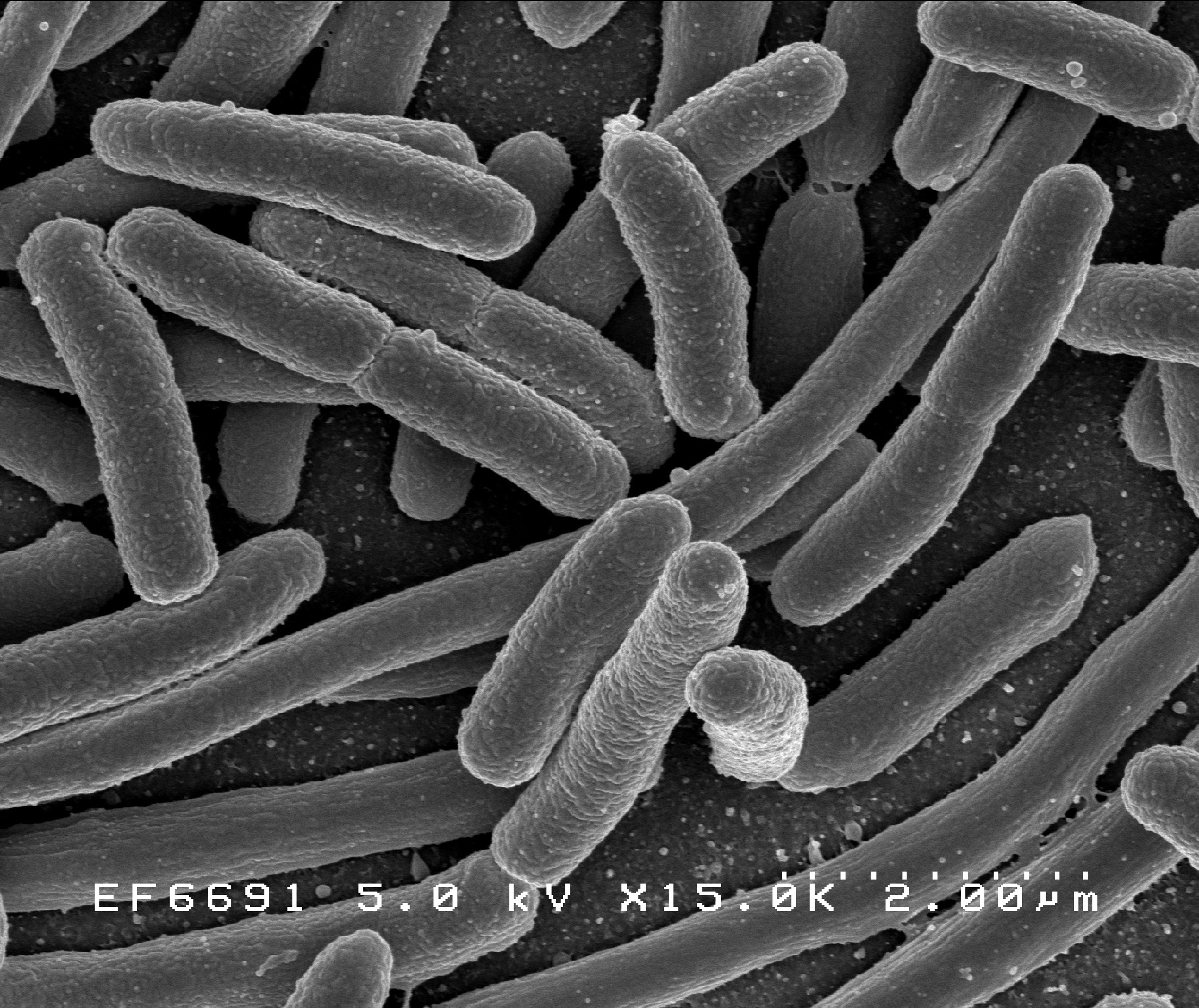
Escherichia coli một trong những vi khuẩn trong ruột người

Hệ vi sinh đường ruột là một cộng đồng phức tạp của các vi sinh vật sống trong các vùng tiêu hóa của người và các động vật khác, kể cả côn trùng. Các đa hệ gen ruột là tổng hợp của tất cả các bộ gen của hệ vi sinh đường ruột. Ruột là một trong những thích hợp mà vi sinh vật của con người sinh sống.
Ở người, hệ vi sinh vật đường ruột có số lượng vi khuẩn lớn nhất và số lượng loài lớn nhất so với các vùng khác của cơ thể. Ở người, hệ thực vật đường ruột được thành lập từ một đến hai năm sau khi sinh, và vào thời điểm đó biểu mô ruột và hàng rào niêm mạc ruột mà nó tiết ra có cùng một cách chịu được, và thậm chí hỗ trợ, ruột hệ thực vật và cũng cung cấp một rào cản đối với sinh vật gây bệnh.
Mối quan hệ giữa một số hệ thực vật đường ruột và con người không chỉ đơn thuần là sự tương đồng (một sự tồn tại không có hại) mà là một mối quan hệ cộng sinh :700 Một số vi sinh vật đường ruột của con người có lợi cho vật chủ bằng cách lên men chất xơ thành axit béo chuỗi ngắn (SCFAs)), chẳng hạn như axit axetic và axit butyric, sau đó được hấp thụ bởi vật chủ. Vi khuẩn đường ruột cũng đóng một vai trò trong việc tổng hợp vitamin B và vitamin K cũng như chuyển hóa acid mật, sterol và xenobiotic. Tầm quan trọng mang tính hệ thống của SCFA và các hợp chất khác mà chúng tạo ra giống như kích thích tố và hệ ruột thực sự có chức năng như một cơ quan nội tiết, và rối loạn hoạt động của hệ thực vật đường ruột tương quan với một loạt các tình trạng viêm và tự miễn dịch.
Thành phần của hệ vi sinh đường ruột của con người thay đổi theo thời gian, khi chế độ ăn thay đổi, và như những thay đổi về sức khỏe tổng thể. [3] [7] Một đánh giá có hệ thống từ năm 2016 đã kiểm tra các thử nghiệm trên người tiền lâm sàng và nhỏ đã được tiến hành với một số chủng vi khuẩn probiotic có sẵn trên thị trường và xác định những vi khuẩn có tiềm năng hữu ích nhất đối với một số rối loạn hệ thần kinh trung ương. 

## Phân loại
Thành phần vi khuẩn của hệ vi sinh đường ruột thay đổi theo đường tiêu hóa. Trong dạ dày và ruột non, tương đối ít loài vi khuẩn thường có mặt  Ngược lại, ruột kết chứa một hệ sinh thái vi khuẩn đông đúc với tối đa 1012 tế bào mỗi gram nội dung đường ruột. Những vi khuẩn này đại diện từ 300 đến 1000 loài khác nhau. Tuy nhiên, 99% vi khuẩn đến từ khoảng 30 hoặc 40 loài. Do hậu quả của sự phong phú của chúng trong ruột, vi khuẩn cũng chiếm tới 60% khối lượng khô phân. Nấm, các protist, archaea, và virus cũng có mặt trong hệ thực vật ruột, nhưng ít được biết về hoạt động của chúng.
Hơn 99% vi khuẩn trong ruột là anaerobe, nhưng trong cecum, vi khuẩn hiếu khí đạt mật độ cao. Người ta ước tính rằng hệ thực vật này có tổng cộng khoảng 100 lần gen trong tổng số gen người.